# Morgan Carpenter
Pour les articles homonymes, voir Carpenter.
Morgan Carpenter est bioéthicien, militant intersexe et chercheur. Il est devenu président d'Intersex Human Rights Australia (anciennement OII Australia) en septembre 2013, et en est maintenant co-directeur exécutif. En 2013, il a créé le drapeau intersexe et en 2015, il a cofondé un projet pour marquer la Journée de sensibilisation intersexe.

## Biographie
Carpenter est diplômé en bioéthique de l'Université de Sydney et détient également des diplômes de l'Université de Technologie, de Sydney, de Dublin City University et de Coventry University. Son statut intersexe a été diagnostiqué à l'âge adulte, décrit comme incluant un diagnostic de « sexe indéterminé » et des antécédents chirurgicaux.
Morgan Carpenter a aidé à fonder l'organisation Intersex Human Rights Australia et en est devenu président en septembre 2013,,. Carpenter a écrit les soumissions de l'organisation aux enquêtes du Sénat, comparaissant pour la législation anti-discrimination. Cette démarche a conduit à l'adoption d'un attribut de « statut intersexué » dans la loi anti-discrimination le 1er août 2013,, ainsi qu'à une enquête d'un comité sénatorial sur la stérilisation involontaire ou forcée des personnes handicapées et intersexuées,,. Carpenter est également l'auteur de critiques à propos de la sélection eugéniste par rapport aux traits intersexes et des priorités en matière de recherche clinique,. Carpenter est nommé examinateur d'un site web de DSD Genetics financé par le National Health and Medical Research Council, Australie et contribue aux travaux sur la réforme des classifications médicales internationales et des pratiques médicales en Australie.
Les textes de Carpenter ont été publiés par The Guardian, SBS, Australian Broadcasting Corporation et d'autres médias. Il y dénonce généralement la stigmatisation et s'est exprimé dans les médias nationaux sur des questions touchant les femmes ayant prétendument des traits intersexués dans le sport de compétition,,.

## Drapeau intersexe
Le drapeau intersexe a été créé en juillet 2013 par Morgan Carpenter comme un drapeau « qui n'est pas dérivé, mais qui est pourtant fermement ancré dans le sens ». Le cercle est décrit comme « ininterrompu et sans ornements, symbolisant la totalité et l'exhaustivité, ainsi que nos potentialités. Nous luttons toujours pour l'autonomie corporelle et l'intégrité génitale, et cela symbolise le droit d'être qui et comment nous voulons être ».
En parallèle de la reconnaissance des identités de genre non binaires dans les réglementations australiennes, Carpenter a exprimé sa préoccupation à propos du fait que de telles évolutions ne soient « pas une solution » aux besoins des personnes intersexes,,,.
Carpenter soutient que les allégations selon lesquelles la médicalisation sauverait les personnes intersexes d'être considérées comme différentes, comme « l'autre », tandis que l'altérité légale sauverait les personnes intersexes de la médicalisation, sont « une rhétorique contradictoire et vide de sens ».

## Publications

### Ouvrages
- (en) Morgan Carpenter, Oxford Bibliographies in Sociology, New York, Oxford University Press, janvier 2020 (DOI 10.1093/OBO/9780199756384-0232), « Intersex »
- (en) Morgan Carpenter, The Legal Status of Intersex Persons, Cambridge, England, Intersentia, septembre 2018, 445–514 p., « The ‘normalisation’ of intersex bodies and ‘othering’ of intersex identities »
- (en) Tiffany Jones, Bonnie Hart, Morgan Carpenter, Gavi Ansara, Leonard et Lucke, Intersex: Stories and Statistics from Australia, Cambridge, UK, Open Book Publishers, février 2016 (ISBN 978-1-78374-208-0, lire en ligne)
- (en) Morgan Carpenter et Dawn Hough, Employers' Guide to Intersex Inclusion, Sydney, Australia, Pride in Diversity and Organisation Intersex International Australia, 2014 (ISBN 978-0-646-92905-7, lire en ligne)
- (en) Morgan Carpenter, European Foundation for the Improvement of Living and Working Conditions et Nexus Research Co-operative, The employment of people with disabilities in small and medium-sized enterprises, Dublin, Ireland, European Foundation for the Improvement of Living and Working Conditions, 1998 (ISBN 978-92-828-2949-3, lire en ligne)

### Articles
- (en) Carpenter, « The OHCHR background note on human rights violations against intersex people », Sexual and Reproductive Health Matters, vol. 28, no 1,‎ 2020, p. 1-4 (ISSN 2641-0397, DOI 10.1080/26410397.2020.1731298)
- (en) Karkazis et Carpenter, « Impossible "choices": The inherent harms of regulating women's testosterone in sport », Journal of Bioethical Inquiry, vol. 15, no 4,‎ 2018, p. 579–587 (ISSN 1872-4353, PMID 30117064, DOI 10.1007/s11673-018-9876-3)
- (en) Carpenter, « Intersex variations, human rights, and the International Classification of Diseases », Health and Human Rights Journal, vol. 20, no 2,‎ 2018 (ISSN 2150-4113, PMID 30568414, PMCID 6293350, lire en ligne)
- (en) Carpenter, « The 'normalization' of intersex bodies and 'othering' of intersex identities in Australia », Journal of Bioethical Inquiry, vol. 15, no 4,‎ 2018, p. 487–495 (ISSN 1872-4353, PMID 29736897, DOI 10.1007/s11673-018-9855-8)
- (en) Carpenter, « The human rights of intersex people: addressing harmful practices and rhetoric of change », Reproductive Health Matters, vol. 24, no 47,‎ mai 2016, p. 74–84 (ISSN 0968-8080, PMID 27578341, DOI 10.1016/j.rhm.2016.06.003)